# Subbaraman Vijayalakshmi

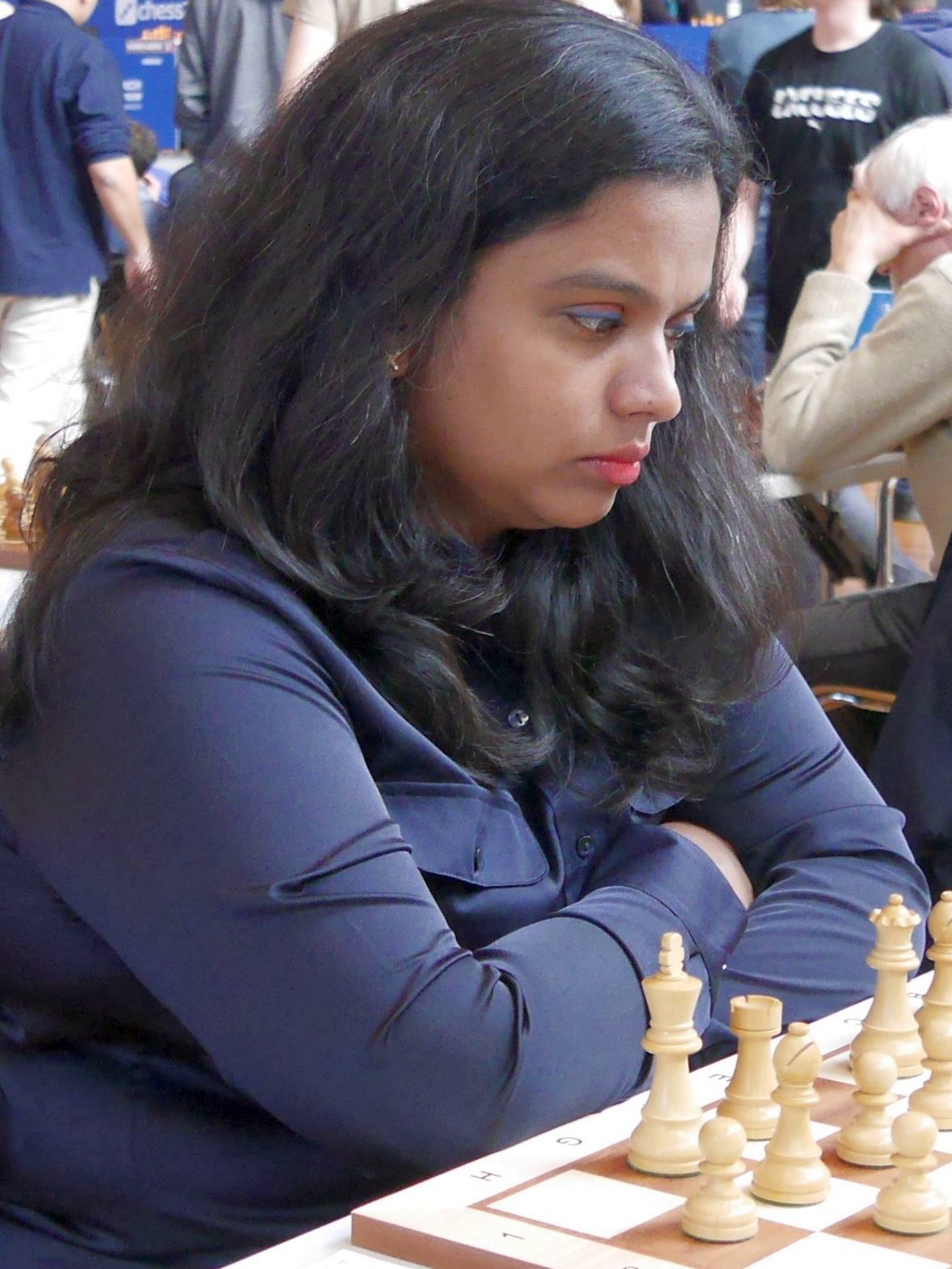
Subbaraman Vijayalakshmi (2018)

Subbaraman Vijayalakshmi (New Delhi, 25 maart 1979) is een Indiase schaakster. Zij is een damesgrootmeester.
Opgroeiend in Madras leerde ze schaken op vierjarige leeftijd, van haar vader Subbaraman. 
In 2001 ontving ze van de Indiase regering de Arjuna Award.
In april 2006 stond ze elfde op de wereldranglijst bij de vrouwen. In 2011 had ze van de Indiase schaaksters de derde Elo-rating, na Humpy Koneru en Dronavalli Harika. 

Ze is getrouwd met de Indiase internationaal meester Sriram Jha. Haar zussen S. Meenakshi (geb. 1981, WGM) en S. Bhanupriya zijn ook schaakster.

## Resultaten
Haar eerste toernooi was het Tal Chess Open in 1986. Zowel in 1988 als in 1989 won ze het Indiase kampioenschap in de categorie tot 10 jaar. Ook in de categorie tot 12 jaar eindigde ze tweemaal als eerste.
In het zonetoernooi in Madras (1995) eindigde ze als tweede. Ze won het Aziatische zonetoernooi in 1997 in Teheran, evenals het zonetoernooi in 1999 in Mumbai. Vrouwelijk meester Commonwealth werd ze in 1996 in Calcutta. Het Indiase kampioenschap bij de vrouwen won ze in 1995 (Madras), 1996 (Calcutta), 1999 (Kozhikode), 2000 (Mumbai), 2001 (New Delhi) en 2002 (Lucknow).
Ze nam voor het Indiase damesteam deel aan de Schaakolympiade in 1998. Bij de Schaakolympiade 2000 in Istanboel ontving ze een zilveren medaille voor haar prestaties aan het eerste bord, hetgeen ze in 2002 herhaalde in Bled bij de 35e Schaakolympiade. Op de 36e Schaakolympiade, in 2004 in Calvià, was ze lid van het Indiase damesteam, dat eindigde als negende.
In 1996 werd ze internationaal meester bij de vrouwen. Sinds 2001 is ze grootmeester bij de vrouwen (WGM) en daarmee de eerste Indiase vrouwelijke grootmeester. Ze heeft ook de algemene titel internationaal meester (IM), vanwege haar resultaten bij de Schaakolympiade 2000. Ze is de eerste Indiase, die de algemene IM-titel behaald heeft. In 2006 in Kalamaria behaalde ze een algemene GM-norm, en eveneens in 2007 voor haar overwinning in Cutro.
In juli 2005 speelde zij mee in het Biel Grootmeestertoernooi in Biel/Bienne en eindigde daar op de tweede plaats met 6.5 punt. Dat is evenveel als het aantal punten van Almira Skripchenko die eerste werd, want de tie-break besliste.
In Duitsland nam ze in 2006 in Neurenberg deel aan het LGA-open en in het seizoen 2006/2007 speelde ze voor de Brackweder SC in de NRW-klasse.
Ze won de Leonardo di Bona Memorial in Cutro bij Crotone, Italië (2007).